# Яровиков, Иван Максимович
Ива́н Макси́мович Яровико́в (30 сентября 1920 года  — 11 мая 1945 года) — участник Великой Отечественной войны, командир артиллерийского взвода 53-го гвардейского артиллерийского полка 25-й гвардейской стрелковой дивизии 6-й армии Юго-Западного фронта, Герой Советского Союза, гвардии лейтенант.

## Биография
Родился 30 сентября 1920 года в селе Аныштаиха Ельцевской волости Кузнецкого уезда Томской губернии (ныне Ельцовского района Алтайского края) в крестьянской семье. Русский. Член ВКП(б) с 1943 года. Окончил 7 классов, работал в колхозе.
В Красной Армии с 1941 года. На фронте в Великую Отечественную войну с ноября 1941 года.
Командир артиллерийского взвода 53-го гвардейского артиллерийского полка (25-я гвардейская стрелковая дивизия, 6-я армия, Юго-Западный фронт) гвардии лейтенант Иван Яровиков отличился в боях под Сталинградом (с 1961 года — Волгоград, с 1965 года — город-герой).
С 6 августа 1942 года по 12 января 1943 года артиллеристы взвода гвардии лейтенанта Яровикова И. М. прямой наводкой в оборонительных и наступательных боях уничтожили семь танков, десять дзотов и большое количество живой силы противника.
При форсировании реки Днепр 26 сентября 1943 года в районе села Войсковое Солонянского района Днепропетровской области Украины бесстрашный офицер-артиллерист с вверенным ему артиллерийским взводом обеспечивал огнём переправу и боевые действия на днепровском плацдарме.
Указом Президиума Верховного Совета СССР от 22 февраля 1944 года за образцовое выполнение боевых заданий командования на фронте борьбы с немецко-фашистским захватчиками и проявленные при этом мужество и героизм гвардии лейтенанту Яровикову Ивану Максимовичу присвоено звание Героя Советского Союза с вручением ордена Ленина и медали «Золотая Звезда» (№ 2515).
Отважный уроженец Алтая, прошедший всю войну, умер 11 мая 1945 года в расположении санитарного отдела 7-й гвардейской армии. Похоронен в городе Микулов Южноморавского края Чешской Республики.

## Награды
Награждён орденом Ленина, орденом Красной Звезды, медалями.

## Память
Имя Героя увековечено на Мемориале Славы в административном центре Алтайского края — городе Барнауле.